# (15860) Siráň
(15860) Siráň (1996 HO) – planetoida z pasa głównego asteroid okrążająca Słońce w ciągu 3,66 lat w średniej odległości 2,38 j.a. Odkryta 20 kwietnia 1996 roku.